# Paul Kirk
Pour les articles homonymes, voir Paul Kirk (homonymie) et Kirk.
Paul Grattan Kirk, Jr., né le 18 janvier 1938 à Newton, est un homme politique américain, membre du Parti démocrate qu'il a d'ailleurs dirigé de 1985 à 1989. Il est sénateur du Massachusetts du 24 septembre 2009 au 4 février 2010.

## Carrière politique
Kirk est l'assistant spécial du sénateur Ted Kennedy de 1969 à 1977.
En 1983, il devient le Trésorier général du Parti démocrate américain.
En 1985, il est élu Chairman du Comité national démocrate et ce malgré l'opposition de nombreux élus sudistes du Parti démocrate, notamment le sénateur américain de Virginie Chuck Robb. En 1986, lorsque Kirk dirige le parti, les démocrates redeviennent majoritaires au Sénat, qui était sous contrôle des républicains depuis 1980.
En 1989, Paul Kirk démissionne de son poste de Chairman peu de temps après la victoire de George Bush à l'élection présidentielle contre le Gouverneur du Massachusetts Michael Dukakis. Ron Brown lui succède alors à la tête du parti.
De 1992 à 2001, il dirige le National Democratic Institute for International Affairs.
Le 2 mai 2008, en sa qualité de super-délégué, il apporte son soutien à Barack Obama.

### Sénateur des États-Unis
Le 24 septembre 2009, après consultation avec la famille de Ted Kennedy, le gouverneur Deval Patrick décide de nommer Kirk pour remplacer Kennedy, avant une élection spéciale qui doit avoir lieu courant janvier 2010. Il prête serment le lendemain devant le vice-président Joe Biden.
En janvier 2010, il n'est pas candidat lors de l'élection sénatoriale anticipée qui doit désigner son successeur.